# Short Stories
Pour l’article homonyme, voir Short Stories (album).
Albums de Jon and Vangelis
The Friends of Mr. Cairo
(1981)
Short Stories est le premier album de Jon et Vangelis, sorti en 1980. Il est le fruit de la collaboration entre le chanteur Jon Anderson et le musicien grec Vangelis. Les deux artistes se connaissent depuis plusieurs années et ont déjà travaillé ensemble. Vangelis a été sollicité en 1974 pour remplacer Rick Wakeman au sein du groupe Yes dans lequel chantait Jon Anderson, mais, après un essai peu concluant en studio, il a finalement décliné l'invitation. En 1975, Jon Anderson, devenu ami avec Vangelis, chante sur le titre So Long Ago So Clear de l'album Heaven and Hell de Vangelis. Jon Anderson joue ensuite de la harpe sur un morceau d'un autre album du claviériste grec, Opéra sauvage, sorti en 1979. Il chante également sur deux titres de l'album See You Later en 1980. 

## Réception et critiques
Malgré le succès commercial, la réponse critique à Short Stories, à la fois lors de sa sortie et rétrospectivement, a été mitigée. Un journaliste de Smash Hits a entièrement blâmé Anderson pour avoir rendu l'album « entièrement inécoutable » ; il a décrit en plaisantant ses paroles comme « le genre de radotage “cosmique” qui donne aux hippies une mauvaise réputation », et a estimé que les mélodies vides ont été écrites en venant simplement avec des notes et des hauteurs au hasard. L'observateur de Billboard Magazine a noté que la « voix claire » d'Anderson et ses paroles s'accordaient bien avec la structure des compositions basées sur le « travail du clavier tourbillonnant ». Dans une critique rétrospective, le critique d’AllMusic Dave Connolly a qualifié le disque de « décevant », affirmant qu'il y avait très peu de « moments presque mémorables » ; il lui reprochait d'être plus concentré sur la mélodie que de rendre les arrangements moins « amorphes » et « fins comme du papier », un problème également présent sur le dernier album de Yes, Tormato, sur lequel Anderson a chanté avant de travailler sur Short Stories.
Gary Graff, qui a écrit une critique mitigée pour le Beaver County Times, a principalement critiqué le travail musical de Vangelis sur le disque, estimant qu'il s'agissait bien plus d'un album de Vangelis que d'un travail collaboratif entre lui et Anderson et qu'il aurait eu plus de succès commercial si seulement il y était crédité. Bien qu'il l'ait qualifié de l'une des meilleures sorties de Vangelis jusqu'à présent, il l'a également qualifié de pire d'Anderson à ce jour. Quant à l'implication de ce dernier, il a loué sa performance vocale « forte », la qualifiant de bien meilleure que la façon dont il a chanté sur Tormato d’Yes, mais a estimé qu'il se concentrait trop sur les jeux de mots, ce qui rendait ses paroles trop complexes pour les auditeurs moyens. Les longueurs de plus de cinq minutes de chaque chanson ont également été examinées dans la critique de Graff, écrivant que les auditeurs pouvaient se désintéresser d'une chanson après seulement trois minutes. Il a également écrit que cela attirerait les fans des œuvres de groupes tels que Pink Floyd et King Crimson, mais se retournerait contre le plan d'Anderson et Vangelis d'accroître l'attention de la base des fans d’Yes. Dans des critiques plus favorables, Madeleine d'Haeye du Sydney Morning Herald a qualifié Short Stories de « combinaison innovante et agréable de deux musiciens très talentueux explorant de nouveaux horizons », soulignant la « belle clarté de ton » d'Anderson lorsqu'il chante des aigus et des accompagnements finement ciselés de Vangelis. En 1982, R. S. Murthi a examiné l'album pour le New Straits Times comme l'un des « esthètes de l'électronique », mettant en lumière « l'énergie fougueuse » d'Anderson et les arrangements musicaux habiles de Vangelis.

## Titres
| 1. | Curious Electric              | 6:37 |
| 2. | Each and Everyday / Bird Song | 5:00 |
| 3. | I hear you now                | 5:11 |
| 4. | The road                      | 4:30 |
| 5. | Far away in Baagad            | 8:00 |
| 6. | Love is / One more time       | 6:11 |
| 7. | Thunder                       | 2:08 |
| 8. | A play within a play          | 7:00 |

| 1. | Curious Electric  | 6:37 |
| 2. | Each and Everyday | 3:43 |
| 3. | Bird Song         | 1:26 |
| 4. | I hear you now    | 5:13 |
| 5. | The road          | 4:31 |

| 1. | Far away in Baagad   | 2:18 |
| 2. | Love is              | 5:46 |
| 3. | One More Time        | 6:18 |
| 4. | Thunder              | 2:14 |
| 5. | A Play Within a Play | 7:00 |

## Crédits
- Jon Anderson : chant
- Vangelis : claviers, synthétiseur, orgue, piano, conception de la pochette
- Raphael Preston : guitare acoustique